# Одобешть (Бакеу)
Одобешть, Одобешті (рум. Odobești) — село у повіті Бакеу в Румунії. Входить до складу комуни Одобешть.
Село розташоване на відстані 262 км на північ від Бухареста, 21 км на північний схід від Бакеу, 62 км на південний захід від Ясс.

## Населення
За даними перепису населення 2002 року у селі проживали 518 осіб, з них 515 осіб (99,4%) румунів. Рідною мовою 515 осіб (99,4%) назвали румунську.